# Mount Kosciusko, Antarktis
Mount Kosciusko är ett berg i Antarktis. Det ligger i Västantarktis. Inget land gör anspråk på området. Toppen på Mount Kosciusko är 2 910 meter över havet, eller 769 meter över den omgivande terrängen. Bredden vid basen är 6,8 km.
Terrängen runt Mount Kosciusko är huvudsakligen kuperad, men söderut är den bergig. Trakten är obefolkad. Det finns inga samhällen i närheten.